# شرافت (فیلم ۱۹۷۰)
شرافت (به هندی: Sharafat) فیلمی محصول سال ۱۹۷۰ و به کارگردانی آسیت سن است. در این فیلم بازیگرانی همچون آشوک کومار، درمندرا، هما مالینی، آبی باتاچاریا ایفای نقش کرده‌اند.